# Ananas
Ananas (znanstveno ime Ananas comosus, Ananas sativus) je tropska rastlina iz družine ananasovk in njen sadež.

## Zgodovina in poimenovanje
S Kolumbovega drugega potovanja v Ameriko (1493–1496) se je o ananasu ohranil zapis njegovega spremljevalca Michaela de Cunea. V njem je opisoval neznan sadež, ki spominja na artičoko, le da je dvakrat večji in podoben borovemu storžu. Od takrat pravijo Španci ananasu »piña«, kar pomeni borov storž, pa tudi angleško poimenovanje »pineapple« izvira iz te primerjave. Kolumbu ni uspelo prinesti ananasa španskemu kralju, ker mu je sadež med dolgim potovanjem zgnil. Šele neki drugi pomorski odpravi na začetku 16. stoletja je uspelo pripeljati v Evropo en sam sadež ananasa.
Botaniki domnevajo, da so ananas v davni preteklosti gojili in s selekcijo izboljševali že indijanski domorodci, in naj bi ga ti, kot je razvidno iz zapisov konkvistadorjev, razširili po vsej tropski Ameriki.

### Kontroverznost
V Narodnem rimskem muzeju (Museo Nazionale Romano) v Rimu, v  Palazzo Massimo alle Terme, je v tretjem nadstropju ohranjen mozaik iz rimskega obdobja, katerega datacijo zgodovinarji in arheologi umeščajo med 1. stoletje pred našim štetjem in 1. stoletjem našega štetja. Na zgornji strani mozaika je upodobljena košara s sadjem, med katerim desno izstopa figura, ki je zelo podobna ananasu, s tipično barvo, značilnim klasastim socvetjem in luskami. Kontroverzna je morebitna prisotnost tega sadeža, ki izvira iz tropske Amerike in ki naj bi v Evropo prispel šele po potovanjih Krištofa Kolumba. Ena od strokovnih razlag je, da je avtor želel upodobiti storž s šopom borovih iglic, druga pa, da gre za upodobitev neke vrste redkega afriškega ananasa oz. sorodne vrste.

## Gojenje
Ananas kot sadno rastlino danes gojijo po vseh tropih (tudi subtropih), na velikih monokulturnih plantažah. Glavna pridelovalna območja so Havaji (nekoč 4/5 svetovne proizvodnje), Tajska, Filipini, Brazilija ter Florida. V Evropo izvažajo sveže plodove ananasa tudi iz rastlinjakov na Azorih.